# D... come Domodossola
D... come Domodossola è il primo album in studio del gruppo musicale italiano I Domodossola, pubblicato dall'etichetta discografica PDU e distribuito dalla EMI nel 1971.
L'album contiene 12 brani, fra i quali 6 sono cover. Degli 8 brani pubblicati nei vari singoli nei due anni precedenti, è presente solo Amori miei, mentre L'amore del sabato esce nello stesso anno.
Io... aio è una cover con testo in italiano della canzone Eeo... ei... o, la cui musica è stata scritta da Lynsey de Paul con Ed Adamberry.
Gli arrangiamenti sono curati da Augusto Martelli, che dirige anche l'orchestra.

## Tracce

### Lato A
1. L'amore del sabato
2. Anonimo veneziano
3. Bembo
4. Venerdì (How Can You Mend a Broken Heart?)
5. Il giorno dopo Pasqua (Mon coeur est un oiseau)
6. Io... aio (Eeo... ei... o)

### Lato B
1. Cuore nero
2. Glory Glory Glory (The Banner Man)
3. Una tristezza che si chiamasse Maddalena
4. Come quando fuori piove
5. Si muore (Heartbreaker)
6. Amori miei (Oh Happy Day)